# Leucania roseola
Leucania roseola là một loài bướm đêm trong họ Noctuidae.